# Куйбишево (Ростовська область)
Ку́йбишево (рос. Куйбышево) — село в Куйбишевському районі Ростовської області Росії. Адміністративний центр Куйбишевського сільського поселення.

## Географія
Географічні координати: 47°49' пн. ш. 38°54' сх. д. Часовий пояс — UTC+4.
Куйбишево розташоване на південному схилі Донецького кряжу. Через село протікає річка Міус.

## Історія
Поселення засноване в 1777 році як слобода Голодаївка.
У квітні 1820 року місцевими селянами був піднятий бунт, після якого в Голодаївці та її околицях було заарештовано до 4 тис. селян.
Нинішня назва села Куйбишево присвоєна йому в честь командира 9 стрілецької дивізії, 8 Армії південного фронту Миколи Володимировича Куйбишева (брата В. В. Куйбишева).

## Населення
У 1926 році в Голодаївці проживало 5536 осіб, серед яких українців — 5130.
За даними перепису населення 2010 року на території села проживало 6145 осіб. Частка чоловіків у населенні складала 46,1% або 2834 особи, жінок — 53,9% або 3311 осіб.

## Пам'ятки
На території села знаходяться братські могили № 36, № 37 та № 38 з 818, 552 та 43 радянськими воїнами відповідно, які загинули під час Другої світової війни.

## Соціальна сфера
У населеному пункті діють сільський клуб, загальноосвітня школа, дитячо-юнацька спортивна школа, 2 дошкільних навчальних заклади, 2 бібліотеки та 2 медичні установи.

## Відомі люди
- Гречко Андрій Антонович (1903–1976) — радянський воєначальник, державний діяч.
- Пахарькова Любов Яківна (1917–1968) — Заслужений майстер спорту СРСР з альпінізму, учасник атомного проекту СРСР.